# Sötern
Sötern ist ein Ortsteil der Gemeinde Nohfelden im Landkreis St. Wendel im nördlichen Saarland. Bis Ende 1973 war Sötern eine eigenständige Gemeinde.

## Geographie

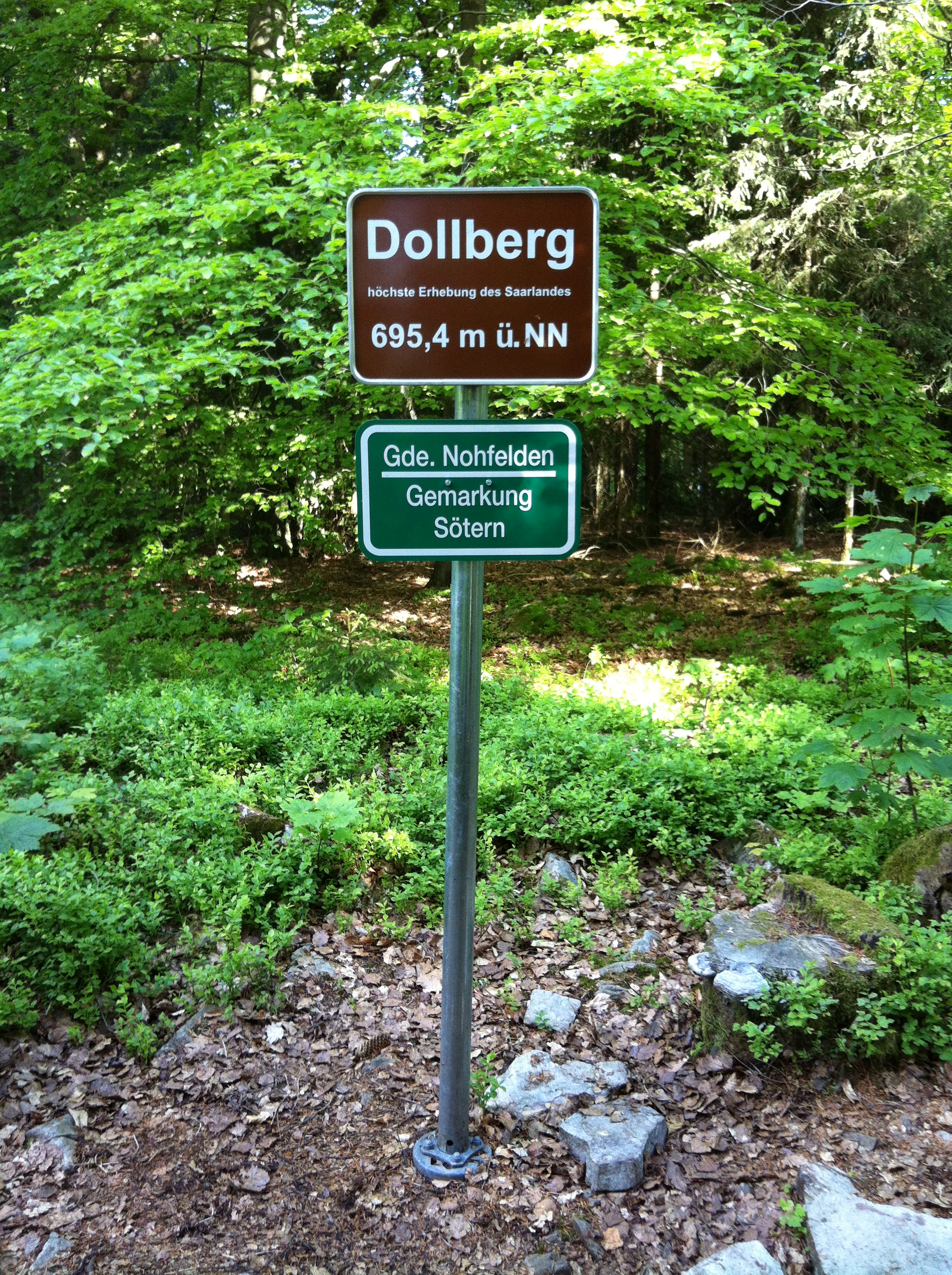
Hinweisschild auf dem Dollberg

Der Ort liegt am Fuße des Schwarzwälder Hochwalds in der Nähe des Bostalsees und hat etwa 1200 Einwohner. Auf der Gemarkung des Ortes liegt der höchste Berg des Saarlandes, der Dollberg. Die Gemarkung umfasst eine Fläche von 13,49 km².

## Geschichte
Das Dorf Sötern (um 1180 Shotere, 1256 Sothere, 1342 Sotern) war der Hauptort der im 13. Jahrhundert entstandenen Herrschaft Eberswald, die stets unter der Oberlehnsherrschaft der Kurfürsten und Erzbischöfe von Trier stand. Lehnsträger waren zunächst die Edelherren von Vinstingen, Linie Schwanenhals. Nach deren Aussterben 1467 fiel die Herrschaft an die Erbtochter Barbara, die mit einem Grafen von Mörs-Saarwerden verheiratet war. Sie wiederum vererbte die Herrschaft an ihre Tochter, die mit dem Wild- und Rheingrafen von Kyrburg verheiratet war. Dessen Nachkommen blieben die Lehnsträger bis zur Französischen Revolution.
Die Lehnsträger gaben die Herrschaft Eberswald immer als Afterlehen weiter. 1398 ist Nikolaus Mohr von Sötern im Besitz der Herrschaft. Die Junker Mohr von Sötern hatten in Sötern eine Burg, die im Jahre 1381 urkundlich erwähnt wird. Die Gräfin Barbara von Saarwerden belehnte 1489 ebenfalls die Mohr von Sötern mit dem dabei so genannten Hochgericht Sötern; ihr Enkel, der Wild- und Rheingraf, erneuerte 1515 die Belehnung.
Nach dem Aussterben der Mohr von Sötern 1521 gelangte die Herrschaft über die beiden Erbtöchter an die Herren von Hagen.
Letztere wurde 1575 von den Vögten von Hunolstein und den Herren Landschad von Steinach beerbt. Diese kauften im gleichen Jahre den Anteil von Schwazenberg auf. Nachdem die Landschad von Steinach ausgestorben waren, ging auch dieser Teil auf die Vögte von Hunolstein über, die damit die gesamte Herrschaft Eberswald wieder in einer Hand vereinigten. Unter den Vögten von Hunolstein wird anstelle der verfallenen Wasserburg ein neues Barockschloss erbaut.
Als 1716 die Vögte von Hunolstein der Linie Sötern ausstarben, folgten die testamentarisch als Erben eingesetzten, in weiblicher Linie verwandten Freiherren (1764 Grafen) Eckbrecht von Dürckheim, die die Herrschaft Eberswald bis zur Französischen Revolution behielten.
Das frühere Dorf Obersötern und der unweit davon gelegene Hof Haupenthal gehörten ursprünglich nicht zur Herrschaft Eberswald, sondern zum hunolsteinischen Besitz und waren als Burglehen 1431 an Philipp von Sötern vergeben. Beide Siedlungen gehörten zum Hochgericht von Wolfersweiler und damit zur Hochgerichtsbarkeit und Hoheit der Veldenzer und später der Zweibrücker Grafen. In einem Weistum des Wolfersweiler Gerichts von 1507 werden der Ort Obersötern und der Haupenthaler Hof ausdrücklich dieser Gerichtsbarkeit zugewiesen.
Im Jahre 1608 kamen beide unter die Gerichtsbarkeit der Hunolsteiner im Tausch gegen Eitzweiler. Seitdem gehörten sie auch landesherrlich und gerichtlich zu Sötern. Allerdings wird der Haupenthaler Hof nach 1782 nicht mehr erwähnt. Obersötern links des Söterbaches ist heute Ortsteil von Sötern. Dieses kam 1691 durch Erbfall an die Grafen von Oettingen-Baldern, die 1798 ausstarben.
Von 1798 bis 1814 gehörte Sötern zum Kanton Hermeskeil im Saardepartement.
Von 1817 an gehörte Sötern zum oldenburgischen Fürstentum Birkenfeld. Mit diesem kam die Gemeinde 1919 zum Landesteil Birkenfeld im Freistaat Oldenburg. Zum 1. April 1937 wurde der Landesteil Birkenfeld im Rahmen des Groß-Hamburg-Gesetzes in die preußische Rheinprovinz eingegliedert und dem Kreis Birkenfeld zugeordnet. Nach dem Zweiten Weltkrieg gehörte das Gebiet und damit Sötern zunächst zur französischen Besatzungszone. Von der französischen Militärregierung unter General Kœnig wurde Sötern mit 17 weiteren Gemeinden im südlichen Landkreis Birkenfeld am 18. Juli 1946 dem Saarland an- und in den Landkreis St. Wendel eingegliedert.
Bis 1942 existierte in Sötern eine jüdische Gemeinde. Die letzten 12 jüdischen Einwohner wurden im April und Juli 1942 deportiert.
Im Rahmen der saarländischen Gebiets- und Verwaltungsreform wurde die bis dahin eigenständige Gemeinde Sötern am 1. Januar 1974 zusammen mit zwölf weiteren Gemeinden der Gemeinde Nohfelden zugeordnet.

## Politik
Der Ortsvorsteher von Sötern ist Christian Barth (SPD).
Der Ortsrat hat neun Mitglieder. Die Sitze sind wie folgt verteilt:
- SPD: 7 Sitze
- CDU: 2 Sitze

## Verkehr
In Sötern befand sich ein Bahnhof an der Hochwaldbahn (Trier Hbf – Bahnhof Türkismühle).